# Rhinopithecus roxellana
Il rinopiteco dorato (Rhinopithecus roxellana Milne-Edwards, 1870) è una specie di scimmia del Vecchio Mondo appartenente alla sottofamiglia Colobinae. La specie è endemica di una piccola area di foreste temperate e montuose della Cina centrale e sud-occidentale, dove vive ad altitudini di 1500-3400 metri sul livello del mare. Il suo nome cinese è scimmia dai capelli dorati del Sichuan (四川金丝猴). Delle tre specie di rinopitechi in Cina, quello dorato è il più diffuso.
Per via delle forti nevicate che intercorrono nell'habitat di questo animale, il rinopiteco dorato può resistere a temperature medie più fredde meglio di qualsiasi altro primate non umano. La sua dieta varia notevolmente con il susseguirsi delle stagioni, sebbene sia principalmente erbivora, e i licheni sono la sua principale fonte di cibo. È diurno e in gran parte arboricolo, trascorrendo circa il 97% del suo tempo sulle cime degli alberi. Esistono tre sottospecie riconosciute di rinopiteco dorato. Le stime sulla popolazione di questi primati vanno da 8000 a 15000 individui, e la principale minaccia per questi animali è rappresentata dalla perdita dell'habitat.

## Descrizione

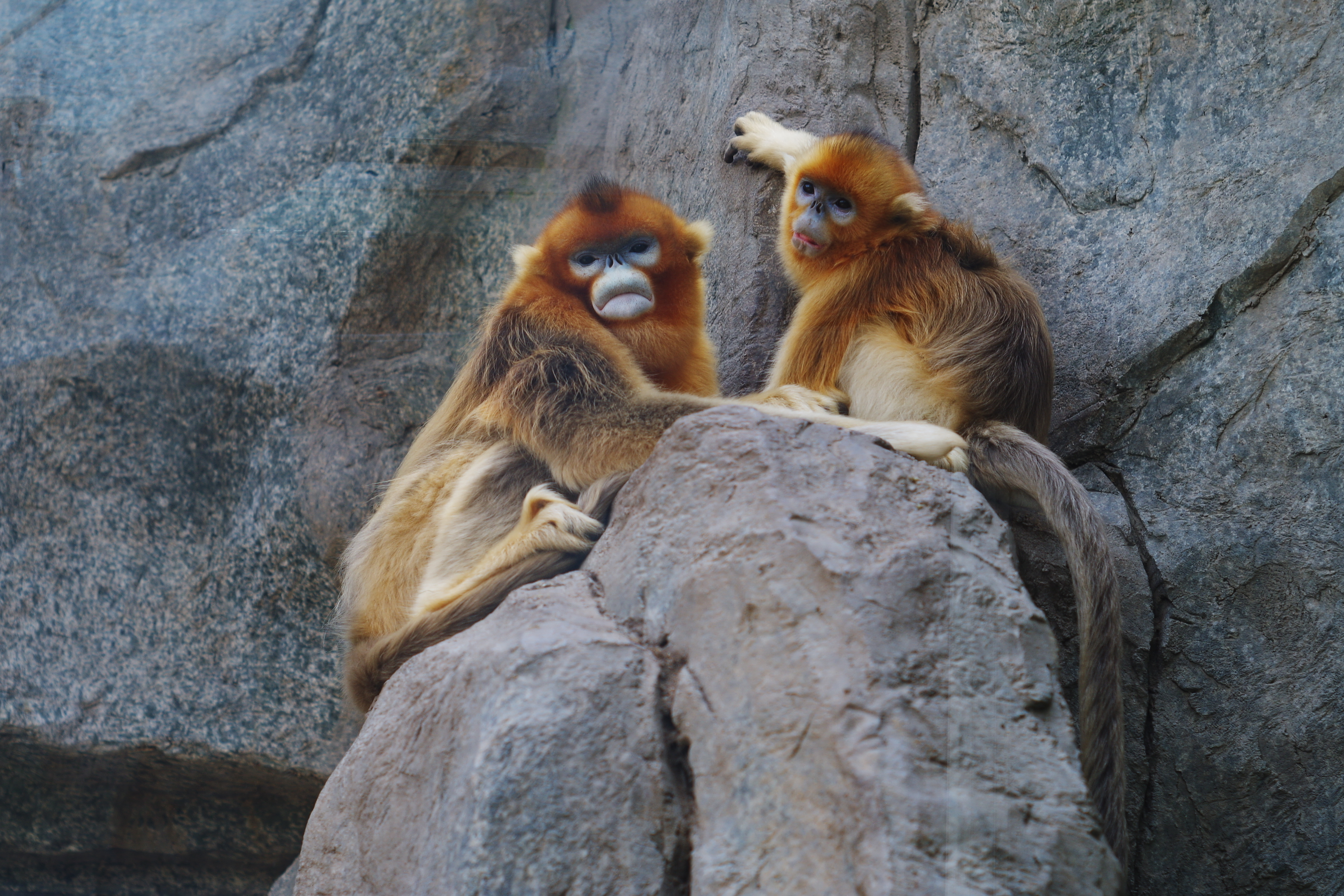
Un esemplare adulto e un adolescente.

I rinopitechi dorati adulti e adolescenti sono sessualmente dimorfici: i maschi adulti (stimati a più di 7 anni di età) hanno corpi grandi ricoperti da lunghi peli dorati sul dorso che formano una sorta di mantello. Il mantello sul capo dei maschi è di un marrone-arancio intenso fino alla nuca, e sulla cima della testa è presente una banda marrone più scura che corre fino al dorso. Questa banda marrone contiene anche peli fisicamente eretti, la cui forma è utile per l'identificazione individuale. Il resto del corpo è ricoperto da un mantello marrone-arancio vivo, mentre il ventre è più chiaro. Inoltre, i maschi possono essere distinti per i loro lunghi canini. Un maschio adulto può raggiungere una lunghezza di 58-68 centimetri, per un peso medio di 16,4 kg.
I maschi adolescenti (stimati a 5-7 anni di età) hanno un corpo di dimensioni simili a quello del maschio adulto completamente sviluppato, ma presentano una corporatura più snella. I peli dorati della groppa sono ancora corti e radi, e la banda marrone sul capo è ancora sottile e sfocata.
Le femmine adulte (stimate a più di 5 anni di età) sono di taglia più piccola e sono circa la metà delle dimensioni dei maschi adulti. Il dorso, la nuca, il mantello, le braccia e l'esterno delle cosce vanno dal beige al marrone scuro in alcune delle femmine più anziane. Anche le femmine presentano i caratteristici peli dorati sulla groppa, ma sono più corti rispetto a quelli dei maschi. La banda marrone sul capo è piccola e raramente visibile. I loro seni e capezzoli sono grandi e facilmente visibili, il che è utile anche per l'identificazione del sesso dell'animale. Dopo la gravidanza, è comune osservare neonati appesi sotto l'addome delle femmine quando si arrampicano o si spostano al suolo. Le femmine adulte misurano in genere tra i 47 e i 52 centimetri di lunghezza, per un peso di circa 9,4 kg.
Le femmine adolescenti (stimate a 3-4 anni) sono più piccole delle femmine adulte e sono circa due terzi delle loro dimensioni. I peli del corpo sono marroni e diventano gradualmente dorati sebbene manchino totalmente dei peli dorati della groppa. Anche la loro banda marrone sul capo è pressoché inesistente. Anche i loro seni e capezzoli non sono grandi come nelle femmine adulte.
I giovani (che vanno da almeno 1 anno di età a 3 anni) sono piuttosto piccoli, essendo meno di due terzi delle dimensioni delle femmine adulte. I peli del corpo sono castano chiaro, diventando gradualmente oro rossastro. Il resto del loro corpo (dorso, corona alla nuca, mantello, braccia e cosce esterne) è marrone. I peli dorati nell'area del dorso o del mantello non sono riconoscibili né è presente la banda marrone sul capo, sia nei maschi che nelle femmine. È difficile determinare il sesso dei giovani poiché i loro organi genitali esterni sono sottosviluppati.
I neonati (stimati tra 3 mesi e 1 anno) nascono grigi divenendo grigi brunastri dopo circa 2 mesi. I neonati lasciano raramente la madre preferendo rimanere aggrappati al suo ventre mentre questa si sposta. Le femmine dello stesso branco lasciano spesso i loro cuccioli in custodia alle altre femmine, un comportamento noto come alloparenting. Una volta cresciuto il cucciolo comincerà ad allontanarsi sempre di più dalla madre per giocare con gli altri neonati e con gli esemplari adolescenti.

## Biologia

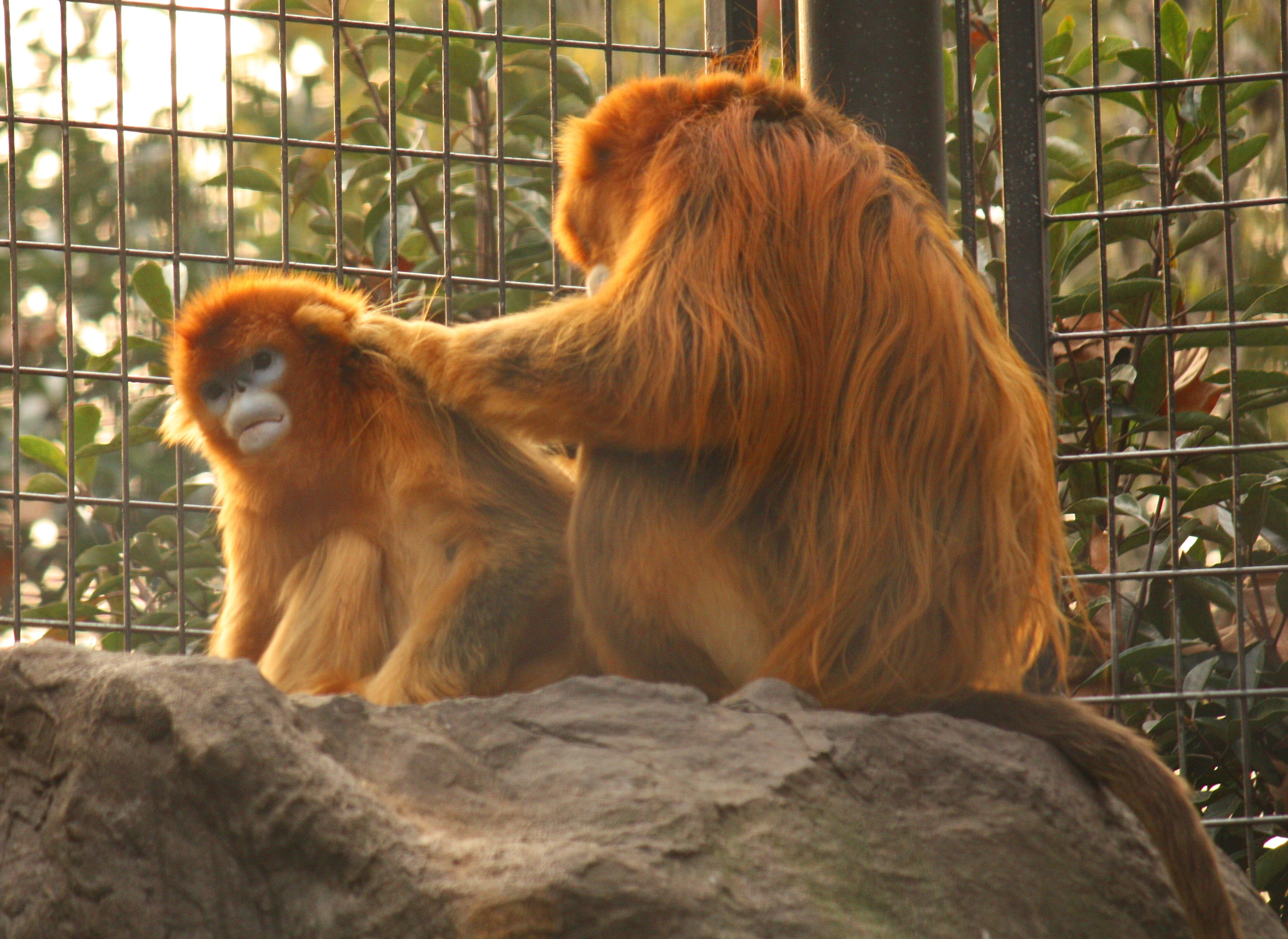
Una femmina ed un maschio, allo zoo di Shanghai.

Il rinopiteco dorato vive in gruppi di dimensioni variabili da 5-10 individui a truppe che possono contare anche 600 individui. L'organizzazione sociale di questa specie è piuttosto complessa: le unità che comprendono un singolo maschio alla guida (OMU) sono l'unità sociale di base all'interno dei gruppi, con diversi OMU che formano una truppa più grande. Queste società a più livelli sono costituite da diverse OMU che includono un maschio adulto più un numero di femmine adulte e la loro prole. Al momento della ricerca di cibo, la truppa si divide in piccoli gruppetti. Alcuni osservatori sono persino giunti alla conclusione che questi grandi gruppi siano società multi-maschili e multi-femminili.
Il maschio rimane perlopiù solitario, spesso rimanendo lontano dal resto dei membri del gruppo mentre riposano, in cerca di possibili predatori o pericoli. Le femmine adulte tendono a socializzare di più tra di loro che con altri maschi o giovani. I membri del gruppo rimangono vicini l'uno all'altro, e le interazioni tra diverse OMU spesso sfociano in scontri tra bande. È stato osservato come le femmine formino diversi legami molto stretti con le altre femmine dello stesso gruppo. Tuttavia, nei conflitti contro altri gruppi nello stesso areale, sia i maschi che le femmine si sostengono a vicenda, proteggendo i loro piccoli (solitamente mettendo i cuccioli al centro del branco). Insolitamente per una specie che forma harem, l'infanticidio da parte dei maschi è piuttosto raro. Questo perché le femmine si accoppiano deliberatamente con più maschi, alle spalle del maschio dominante del gruppo, il che crea confusione sulla paternità dei loro cuccioli e significa che i maschi dominanti di nuova costituzione non rischieranno di uccidere quella che potrebbe essere la loro prole. A loro volta le femmine avranno più successo riproduttivo e minori perdite di neonati.
Proteggere i giovani è uno sforzo di gruppo. Le femmine infatti si sostengono a vicenda nell'allevamento dei cuccioli, un comportamento noto come alloparenting dove più femmine non necessariamente imparentate collaborano nella crescita dei cuccioli delle loro compagne del gruppo. Di fronte al pericolo posto da un predatore, come l'astore (Accipiter gentilis), i giovani vengono posti al centro del gruppo mentre i maschi adulti più robusti si recano sul luogo dell'allarme. Il resto della giornata, i membri del gruppo rimangono più vicini tra loro con al centro i giovani protetti.
Ci sono poche informazioni disponibili su come questi animali dormano in gruppi nel Sichuan. Tuttavia, in un'osservazione dettagliata di un particolare gruppo sui Qin Ling, nella Cina centrale, i risultati hanno suggerito che l'attività notturna invernale del rinopiteco dorato è un compromesso tra strategie antipredatorie, termoregolazione e un adattamento alle condizioni ecologiche del suo habitat temperato. Stare al caldo è fondamentale per sopravvivere a temperature gelide, per questo i membri del gruppo dormono stringendosi gli uni agli altri. Dormono sugli alberi, preferendo lo strato inferiore della chioma degli alberi, evitando la chioma superiore dove fa più freddo e c'è vento. La notte, più individui si stringono gli uni agli altri per produrre più calore e sopravvivere alle gelide notti. I tipi più comuni di gruppi che si formano sono femmine adulte con i loro piccoli, seguiti da femmine adulte con altre femmine adulte. I maschi adulti dormono generalmente da soli o rimangono vigili in cerca di predatori o pericoli.
Esistono diverse ipotesi per spiegare questo comportamento, la più importante delle quali è un processo di termoregolazione. L'ipotesi termoregolatoria suggerisce che una funzione primaria del dormire in gruppi è la conservazione del calore quando le temperature si abbassano. Insieme alla termoregolazione, la sicurezza dai predatori è un principio importante alla base della formazione di questi gruppi durante la notte. Questa ipotesi di antipredazione suggerisce che una maggiore coesione e grandi congregazioni addormentate potrebbero facilitare il rilevamento dei predatori e migliorare la difesa del gruppo.

### Riproduzione

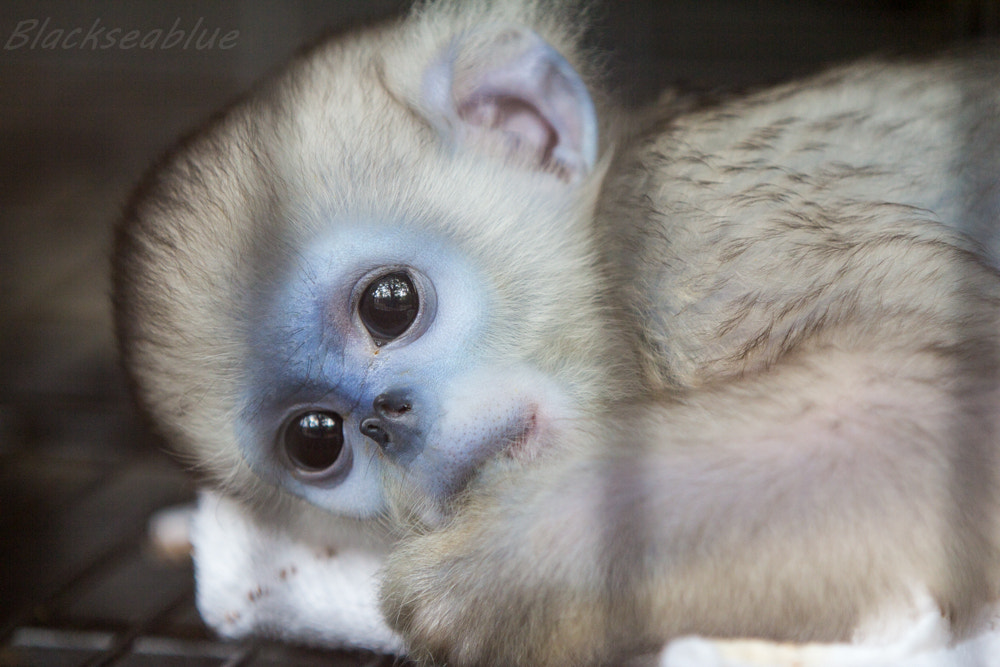
Un cucciolo.

Le femmine raggiungono la maturità sessuale a circa 5 anni, mentre i maschi a circa 5-7 anni. L'accoppiamento può avvenire durante tutto l'anno, ma raggiunge il suo picco nel mese di ottobre. Questo approssima la gestazione a 6-7 mesi, portando il periodo del parto da marzo a giugno.
Nella ricerca sui primati, sebbene la competizione tra i maschi per accoppiarsi e la scelta del compagno per le femmina siano le cause principali della selezione sessuale, la competizione tra femmine per i maschi è particolarmente importante nelle specie poliginiche. Poiché l'unità sociale e riproduttiva di base è l'harem o OMU, che consiste in un singolo maschio dominante, un numero di femmine adulte, adolescenti, giovani e neonati, è stato suggerito che la competizione sessuale in queste specie poliginiche sia distorta. Le femmine di fronte a più concorrenti mostrano un alto livello di competizione sessuale, mentre il maschio dominante non mostra alcun comportamento agonistico all'interno del gruppo. Le femmine possono avere fino a tre cuccioli.

### Dieta
Il rinopiteco dorato si nutre (in ordine di quantità, dalla maggiore alla minore) di licheni, foglie giovani, frutti o semi, gemme, foglie mature, erbe, corteccia e fiori. Questa dieta varia di stagione in stagione, mostrando ancora una volta una correlazione tra disponibilità di cibo e distribuzione del gruppo. Questa dieta mostra anche una complicata variazione stagionale. La dieta mensile delle scimmie della Riserva Naturale di Shennongjia varia da una dieta a base di licheni tra novembre e aprile, a un misto di foglie e licheni da maggio a luglio, e a un misto di frutti o semi e licheni, o solamente licheni tra agosto e ottobre. Per questa variazione stagionale, la quantità di licheni consumati sembra diminuire in estate grazie alla maggiore disponibilità di frutti o semi. Le specie di licheni preferite da queste scimmie sembrano crescere su Prunus discadenia, Salix wallichiana e Malus halliana. I licheni si trovano in grande profusione sugli alberi morti. Le scimmie della riserva naturale di Qingmuchuan non sono state osservate mentre si nutrono di licheni; durante l'inverno si nutrono principalmente di foglie, corteccia e gemme, e durante l'estate si nutrono principalmente del frutto del corniolo gigante.
Questo primate preferisce nutrirsi sugli alberi più grandi e trascorre la maggior parte del tempo spostandosi nelle foreste primarie e nelle foreste giovani, addentrandosi raramente nelle foreste di arbusti e nelle praterie. Anche se si nutrono principalmente sugli alberi e talvolta sul terreno, hanno diversi predatori, come il cuon (Cuon alpinus), il lupo (Canis lupus), il gatto dorato asiatico (Catopuma temminckii) e il leopardo (Panthera pardus), l'aquila reale (Aquila chrysaetos) e l'astore (Accipiter gentilis).

### Struttura sociale
Il livello fondamentale dell'organizzazione sociale del rinopiteco dorato è l'unità sociale multi-femminile con un singolo maschio (OMU), che comprende un singolo maschio riproduttore, diverse femmine riproduttrici (harem) e la loro prole. Esistono anche unità esclusivamente maschili (AMU), in cui diversi maschi scapoli formano un proprio gruppo. Molti di questi sono maschi giovani e subadulti che si sono trasferiti direttamente nell'AMU dalla loro OMU natale. In alcuni casi i membri adulti dell'AMU sono i precedenti maschi dominanti di un'OMU, spodestati da un maschio rivale. I membri dell'AMU sono caratterizzati da una gerarchia di dominanza graduata per età e da relazioni di parentela. I maschi solitari sono principalmente adulti che sono stati sostituiti come maschi riproduttori nella loro OMU. Tuttavia possono trasferirsi in una banda di soli maschi, o seguire il gruppo da cui sono stati allontanati nella speranza di riprendere il controllo dell'OMU dal maschio che li ha spodestati. La banda riproduttiva è un'aggregazione di OMU che coordinano le loro attività quotidiana. Anche se cercano il cibo, si nutrono, riposano e viaggiano insieme in modo coordinato, i membri di diverse OMU all'interno della banda riproduttiva raramente si impegnano in interazioni sociali. La banda composta da soli maschi può comprendere da 1 a 3 AMU che sono socialmente distinte l'una dall'altra ma coordinano le loro attività in stretta prossimità. Il branco è composto da una banda riproduttiva associata, una banda di soli maschi e maschi solitari. La truppa, invece, è composta da due o più branchi in un ampio areale. È stato osservato che individui singoli e OMU possono trasferirsi tra i branchi di questa società multilivello.

## Distribuzione e habitat
L'areale del rinopiteco dorato è limitata alle foreste temperate delle montagne di quattro province cinesi: Sichuan, Gansu, Shaanxi e Hubei. Questa scimmia si trova ad altitudini di 1500-3400 metri. All'interno di questa area, la vegetazione varia con l'altitudine da decidua, foreste di latifoglie a basse altitudini miste a conifere, foreste di latifoglie sopra 2200 metri, e boschi di conifere al di sopra dei 2600 metri. In questo areale la temperatura media annuale è di 6,4 °C con un minimo di -8,3 °C a gennaio e un massimo di 21,7 °C a luglio.
Le dimensioni dell'areale della specie varia stagionalmente. Il cambiamento delle dimensioni e dell'ubicazione dell'areale dipende dalla disponibilità e dalla distribuzione del cibo. L'area totale coperta da home range stagionali è sorprendentemente ampia per una specie. Uno dei più grandi home range osservati copriva 40 km².

## Tassonomia
Attualmente, i biologi identificano tre sottospecie di rinopiteco dorato, che si distinguono principalmente per la lunghezza della coda, nonché per alcune caratteristiche scheletriche e dentali. Il denso insediamento umano in gran parte del Sichuan orientale e nella valle dell'Han Jiang nello Shaanxi meridionale crea una separazione geografica tra le tre sottospecie.
- Rhinopithecus roxellana roxellana, rinopiteco dorato di Moupin. Questa sottospecie si trova nelle aree montuose che fiancheggiano il bacino del Sichuan da ovest e da nord. Secondo le stime effettuate tra il 1995 e il 2006, questa popolazione comprende circa 10000 individui, che vivono principalmente nel Sichuan. Di loro, circa 6000 vivevano sui Min Shan del Sichuan settentrionale, 3500 sui Qionglai Shan più a ovest e 500 nelle catene di Daxiangling e Xiaoxiangling del Sichuan centro-meridionale. Gruppi più piccoli si trovano anche appena a nord del confine del Sichuan, nelle contee di confine del Gansu (contea di Wen; circa 800 individui suddivisi in otto truppe) e Shaanxi (Contea di Ningqiang, circa 170-200 individui suddivisi in una o due truppe);[1]
- Rhinopithecus roxellana qinlingensis, rinopiteco dorato dei Qin Ling. Secondo una stima pubblicata nel 2001, questa sottospecie comprendeva circa 3800-4000 individui (di cui circa la metà adulti) in 39 dei Qin Ling, nello Shaanxi meridionale.[1] I Qin Ling sono separati dalla cintura più meridionale dei Min Shan-Daba Shan dall'ampia, e relativamente densamente popolata, valle dell'Han Jiang;[18]
- Rhinopithecus roxellana hubeiensis, rinopiteco dorato dell'Hubei. I membri di questa sottospecie risiedono sui Daba Shan (in particolare nella loro sezione dello Shennongjia) dell'Hubei più occidentale (distretto della foresta di Shennongjia, contee di Fang, Xingshan e Badong) e nella parte nord-orientale della municipalità di Chongqing.[1] Secondo una stima del 1998, la popolazione comprendeva 600-1000 individui in cinque o sei truppe.[1] Nel 2005, la direzione della Riserva Naturale di Shennongjia ha riferito che la popolazione era cresciuta, tra il 1990 e il 2005, da 500 a oltre 1200 individui.[19]

## Conservazione

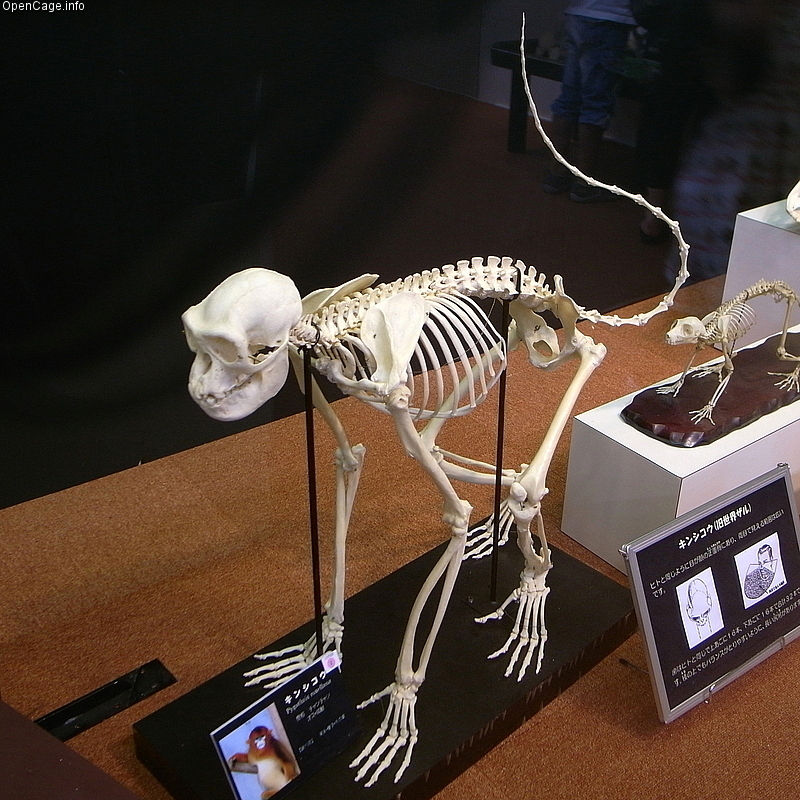
Lo scheletro della specie.

Il rinopiteco dorato è considerato in Pericolo secondo la Lista Rossa IUCN, a causa della perdita dell'habitat, e per la caccia intensa per la carne e la pelliccia a cui è sottoposto. Spesso gli alberi morti su cui crescono i licheni, alla base della dieta di questa scimmia, vengono abbattuti, raccolti o bruciati, riducendo così la qualità dell'habitat e la disponibilità di cibo. Queste scimmie hanno un'alimentazione stagionale altamente selettiva, quindi i danni al suo habitat hanno gravi ripercussioni sulla specie, specie durante i mesi invernali. Allo stesso tempo, la massiccia presenza di turisti nei santuari della fauna selvatica ha esposto questi animali alla diffusione di malattie e parassiti.
Diverse popolazioni si trovano in aree protette, tra cui la Riserva naturale di Baihe, la Riserva naturale nazionale di Foping, il Geoparco nazionale di Shennongjia e la Riserva naturale nazionale di Wanglang. Il rinopiteco dorato è anche elencato nell'Appendice I della Convenzione sul commercio internazionale delle specie minacciate di estinzione (CITES), il che significa che il commercio internazionale di questa specie è proibito.
Nel 2004, per sensibilizzare il pubblico sul declino di questo animale, l'animale è apparso in un francobollo emesso da Guernsey Post.

### In cattività
Il rinopiteco dorato è una specie endemica cinese e per tanto è difficile trovarlo in cattività al di fuori del suo areale. Lo zoo di San Francisco ha ospitato questa specie durante il 1985, mentre lo zoo di San Diego ha ospitato l'animale prima degli anni '80. Al di fuori della Cina continentale, solo gli zoo di Hong Kong, Giappone e Corea del Sud ospitano questa specie.
Nel 2009, lo zoo di Los Angeles doveva ricevere tre esemplari dal governo cinese, per cui era già stato costruito un habitat ispirato ad un villaggio rurale cinese, costato 7,4 milioni di dollari. Gli animali erano stati promessi all'allora sindaco di Los Angeles, James Hahn, a seguito di un viaggio diplomatico a Pechino. I tre individui promessi sarebbero stati "prestati" allo zoo per un periodo di 10 anni al prezzo di 100000 dollari all'anno. Tuttavia, dopo il completamento dell'habitat per gli animali, le autorità della Repubblica Popolare Cinese si ritirarono dagli accordi, in segno di protesta contro le nuove regole del governo degli Stati Uniti su come dovessero essere spesi i proventi. Secondo quanto riportato dal portavoce dello zoo Jason Jacobs, le autorità cinesi erano risentite del fatto che "la politica federale sull'importazione di qualsiasi specie in via d'estinzione richiedesse che qualsiasi denaro scambiato per quell'animale dovesse essere impiegato per conservare l'habitat e le popolazioni selvatiche di quella specie".

## Nella cultura popolare
Nella saga letteraria Queste oscure materie (His Dark Materials) di Philip Pullman, il daimon di Marisa Coulter è indicata come una scimmia d'oro, ed è ritratta come tale anche nell'adattamento dell'omonima serie TV.